# Aphrophora laevior
Aphrophora laevior är en insektsart som beskrevs av Fowler 1897. Aphrophora laevior ingår i släktet Aphrophora och familjen spottstritar. Inga underarter finns listade i Catalogue of Life.